# 戴维·博特斯坦
戴维·博特斯坦（1942年9月8日—），美國生物學家，出生於瑞士蘇黎世，自2003年以來，博特斯坦於普林斯頓大學負責綜合基因組學的劉易斯－西格勒研究所，出任研究所主任。

## 生平
1980年，博特斯坦和他的同事，雷·怀特（Ray White）、马克·什科尔尼克（Mark Skolnick）、以及罗纳德·W·戴维斯提出一個以限制性片段長度多態性來建構遺傳連鎖圖譜的方法，隨後的幾年間，使用此方法來鑑別出幾個人類疾病的基因片斷，其中包括亨丁頓舞蹈症和第一型乳腺癌易感蛋白（BRCA1）。人类基因組計畫的定序階段便是使用這種方法的幾種變化式。
在1998年，博特斯坦和他的博士后研究员迈克尔·艾森（Michael Eisen）、研究生保罗·斯佩尔曼、以及同事帕特里克·布朗，合力研發出一套統計方法與圖形界面，被廣泛應用於解釋基因組數據，包括生物晶片。